# Майк Остін (плавець)
Майк Остін (англ. Mike Austin, 26 серпня 1943) — американський плавець.
Олімпійський чемпіон 1964 року.